# Amar Singh Chamkila
Amar Singh Chamkila (21 de julio de 1960 – 8 de marzo de 1988) fue un cantante y músico indio de música punyabí. El lenguaje vívido de Chamkila, su voz aguda y sus novedosas composiciones acompañadas de tumbi lo hicieron popular. Su música estuvo influenciada por la vida del pueblo punjabí en el que creció. El 8 de marzo de 1988, en el apogeo de su popularidad, Chamkila y su segunda esposa Amarjot fueron asesinados junto con dos miembros de su banda en un asesinato que sigue sin resolverse.
Chamkila fue un influyente artista punjabi e intérprete en vivo, a menudo llamado el "Elvis de Punjab". Su primera canción grabada fue "Takue Te Takua", y sus éxitos incluyen "Pehle Lalkare Naal" y las canciones devocionales "Baba Tera Nankana", "Tar Gayi Ravidas Di Pathri" y "Talwar Main Kalgidhar Di". Aunque nunca la grabó él mismo, escribió la canción "Jatt Di Dushmani", que ha sido interpretada por muchos otros artistas punjabíes.

## Primeros años de vida
Amar Singh Chamkila nació como Dhani Ram el 21 de julio de 1960 en una familia dalit sikh en el pueblo de Dugri cerca de Ludhiana, Punjab, India. Sus aspiraciones de convertirse en electricista no se cumplieron y finalmente encontró trabajo en una fábrica de telas de Ludhiana.

## Carrera en la musica
Con una aptitud natural para la música, Chamkila aprendió a tocar el armonio y el dholki. En 1979, Chamkila se acercó a Surinder Shinda por primera vez en bicicleta con su mejor amigo Kuldeep Paras. Cuando Shinda escuchó cantar a Chamkila, de 18 años, finalmente encontró al protegido que había estado buscando. Chamkila continuaría tocando junto a artistas folclóricos punjabíes como K. Deep, Mohammad Sadiq y Shinda. Chamkila escribió varias canciones para Shinda y lo acompañó como miembro de su séquito antes de decidir seguir una carrera en solitario.
Adoptando el nombre artístico de Amar Singh Chamkila (Chamkila en punjabi significa "uno que brilla"), Chamkila se asoció por primera vez con la vocalista Surinder Sonia, que había trabajado anteriormente con Surinder Shinda. Sonia se sintió marginada después de que Shinda llevara a Gulshan Komal a una gira por Canadá, después de lo cual contribuyó decisivamente a que Chamkila grabara su álbum debut. La pareja grabó ocho duetos y lanzó el álbum Takue Te Takua en 1980 con música producida por Charanjit Ahuja. Las letras astutamente redactadas, que él mismo había escrito, se convirtieron en éxitos en todo Punjab.
En 1980, Chamkila sintió que el manager de Surinder Sonia (su marido) le pagaba muy mal y decidió formar su propio grupo. Chamkila estableció asociaciones escénicas de corta duración con Miss Usha Kiran, Amar Noorie y otros.
En su mayor parte, continuó escribiendo sus propias letras, la mayoría de las cuales eran comentarios juveniles y sugerentes pero fluidos sobre relaciones extramatrimoniales, alcohol y drogas. El atractivo de la pareja creció no sólo en Punjab sino también entre los punjabíes internacionales en el extranjero. Por esta época, se rumoreaba que Chamkila recibía más reservas que sus contemporáneos. La biografía Awaz Mardi Nahin de Gulzar Singh Shaunki descubrió durante su investigación que en el apogeo de su popularidad, Chamkila había realizado 366 espectáculos en 365 días.

## Asesinato
El 8 de marzo de 1988, aproximadamente a las 2 de la tarde, después de haber llegado para actuar en Mehsampur, Punjab, tanto Chamkila como su esposa Amarjot fueron asesinados a tiros cuando salían de su vehículo. Una banda de motociclistas disparó varias veces, hiriendo mortalmente a la pareja y a otros miembros de la comitiva. Sin embargo, nunca se realizaron arrestos en relación con el tiroteo y el caso nunca se resolvió. Se ha alegado que los responsables fueron militantes sij. Esta teoría fue refutada por el letrista y amigo cercano de Chamkila, Swarn Sivia, quien investigó el asesinato de forma independiente. Sivia reveló que tres organizaciones militantes khalistaníes atacaron a Chamkila debido a sus controvertidas canciones. Actuando como mediador, Sivia facilitó una reunión entre Chamkila y una delegación de cinco líderes khalistani en Darbar Sahib Amritsar, donde Chamkila se disculpó y prometió cambiar los temas de sus canciones. Después de eso, Chamkila interpretó algunas canciones eternas sobre la historia sij, incluida "Sathon Baba Kho Laya Tera Nankana". Sivia se mostró escéptica de que los militantes de Khalistan fueran responsables de su asesinato y dijo: "A lo largo de mi vida, he seguido investigando quién estaba detrás de su asesinato".

## Legado

### Influencia
El compositor de cine indio Amit Trivedi llamó a Chamkila "una leyenda, el Elvis del Punjab".
El músico indio británico Panjabi MC cita a Chamkila como una de sus influencias musicales.

### En la cultura popular
Mehsampur es un falso documental indio de 2018 basado en la vida de Chamkila, producido y dirigido por Kabir Singh Chowdhry.
Jodi, una película en punjabi de 2023, se inspiró en la vida de Chamkila.
Amar Singh Chamkila, una película dramática biográfica basada en la vida de Chamkila, se estrenó en Netflix el 12 de abril de 2024. Está dirigida por Imtiaz Ali y protagonizada por Diljit Dosanjh como Chamkila y Parineeti Chopra como su esposa, Amarjot Kaur.

## Discografía
Las grabaciones de estudio de Chamkila fueron publicadas por HMV como discos LP y EP durante su vida. Aunque se han lanzado varios álbumes recopilatorios desde su muerte, los siguientes CD compilados por Saregama comprenden casi todas las grabaciones de estudio de Chamkila:
- Amar Singh Chamkila Surinder Sonia (EP) [1981]
- Surinder Sonia y Amar Singh Chamkila (EP) [1982]
- Mitra Main Khand Ban Gai (EP) [1983]
- Chaklo Driver Purje Nun (EP)
- Jija Lak Minle (LP) [1983]
- Hikk Utte So Ja Ve (LP) [1985]
- Bhul Gai Main Ghund Kadna (LP) [1985]
- Monja rata Sulah-Safaiyan (EP) [1985]
- Sharbat Vangoon Ghut Bhar Laa (LP) [1987]
- Baba Tera Nankana
- Tar Gayi Ravidas Di Pathri
- Naam Jap Le (1986)
- Talwar principal Kalgidhar Di Haan (1985)
- Yaad Aave War War (LP) [1988] (publicado después de su muerte)

### Álbumes póstumos
- El diamante (2014)